# Rancourt (Somme)
Pour les articles homonymes, voir Rancourt.
Rancourt est une commune française située dans le département de la Somme, en région Hauts-de-France.

## Géographie

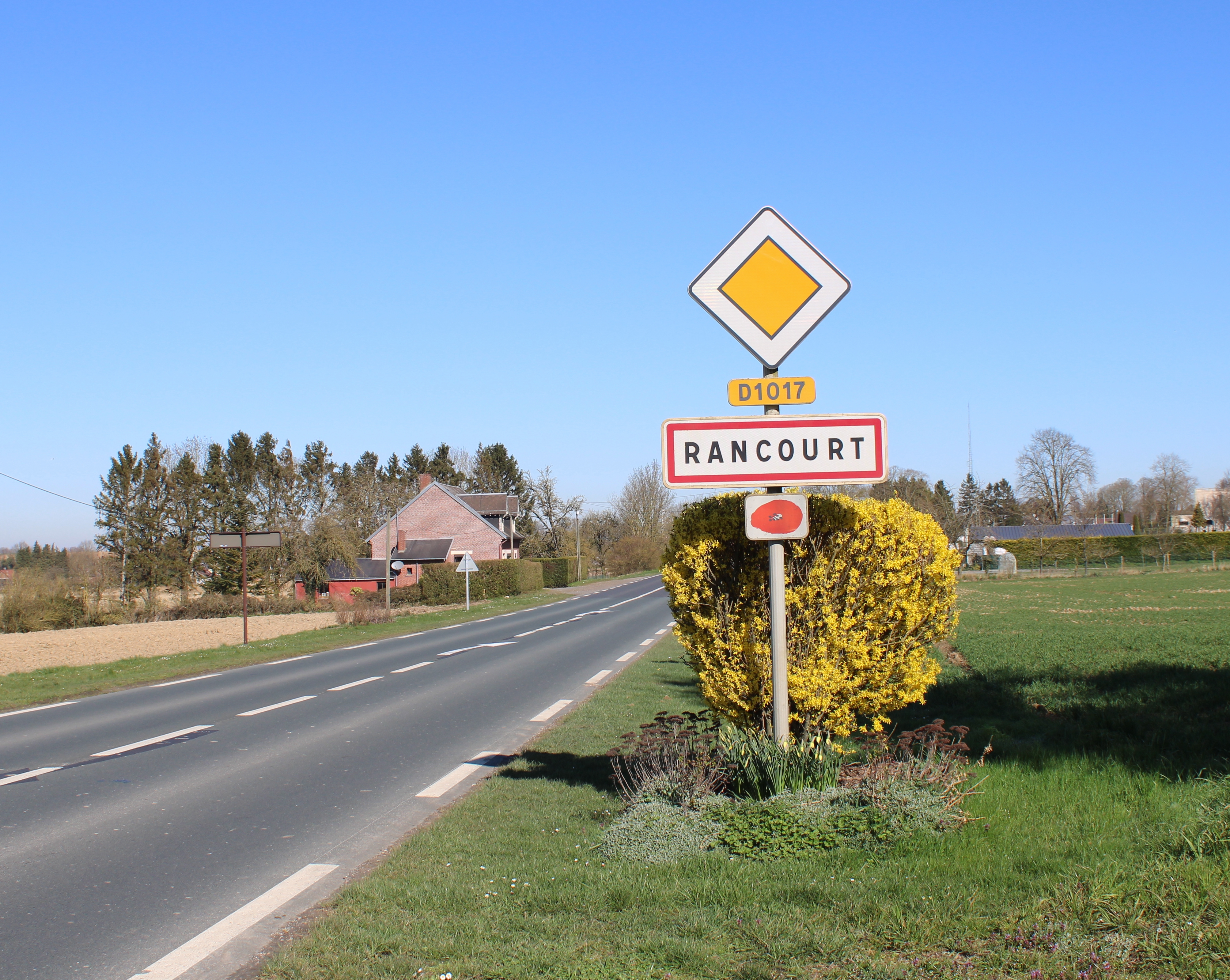
Entrée du village.

### Localisation
Rancourt est une commune du Vermandois dans le Nord-Est du département de la Somme. Elle est située sur la RD 1017 entre Bouchavesnes-Bergen et Sailly-Saillisel, à une dizaine de kilomètres au nord de Péronne.

#### Communes limitrophes

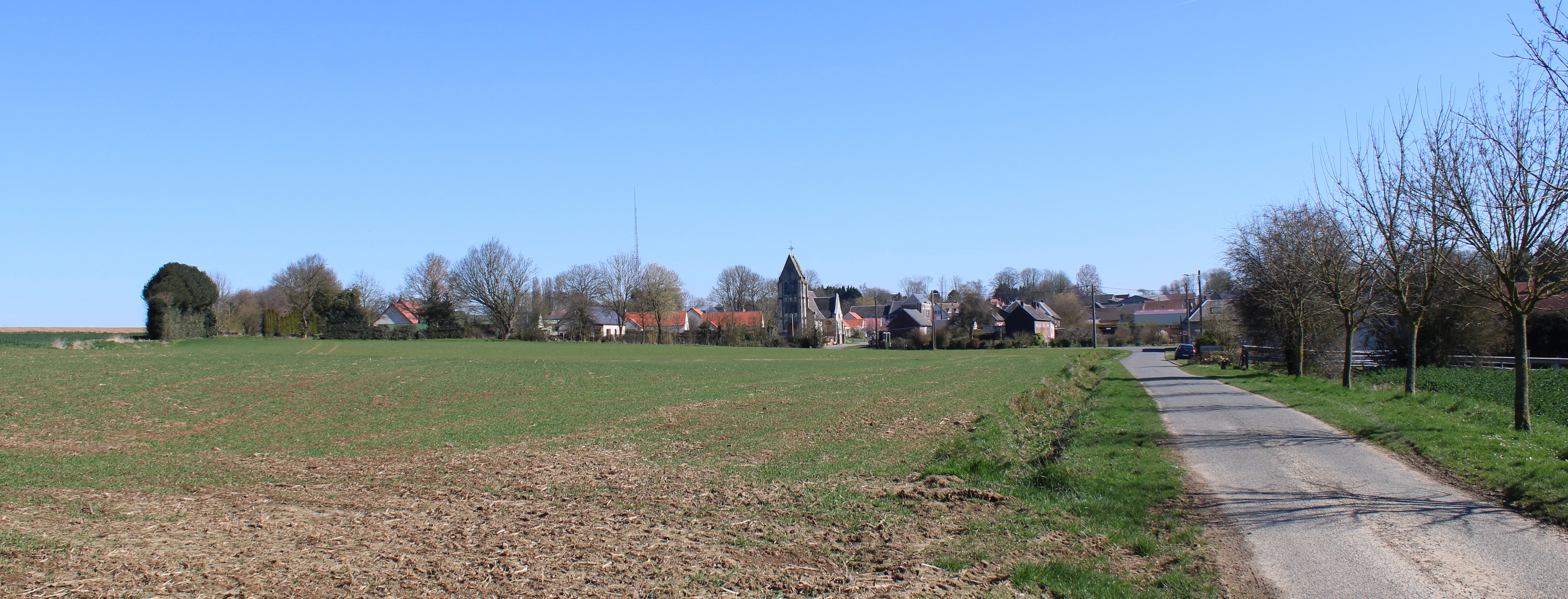
Panorama du village.

|          | Sailly-Saillisel                       |           |
| Combles  | Rancourt                               | Moislains |
| Maurepas | Bouchavesnes-Bergen et Cléry-sur-Somme |           |

#### Géomorphologie, relief, paysage, et végétation
Le sol de la commune est de nature argileuse et argilo-calcaire. 
Le relief de la commune est peu accidenté. Entre Rancourt et Leforest, se trouve une vallée sèche peu encaissée.

### Hydrographie
La commune est située dans le bassin Artois-Picardie. Elle n'est drainée par aucun cours d'eau.

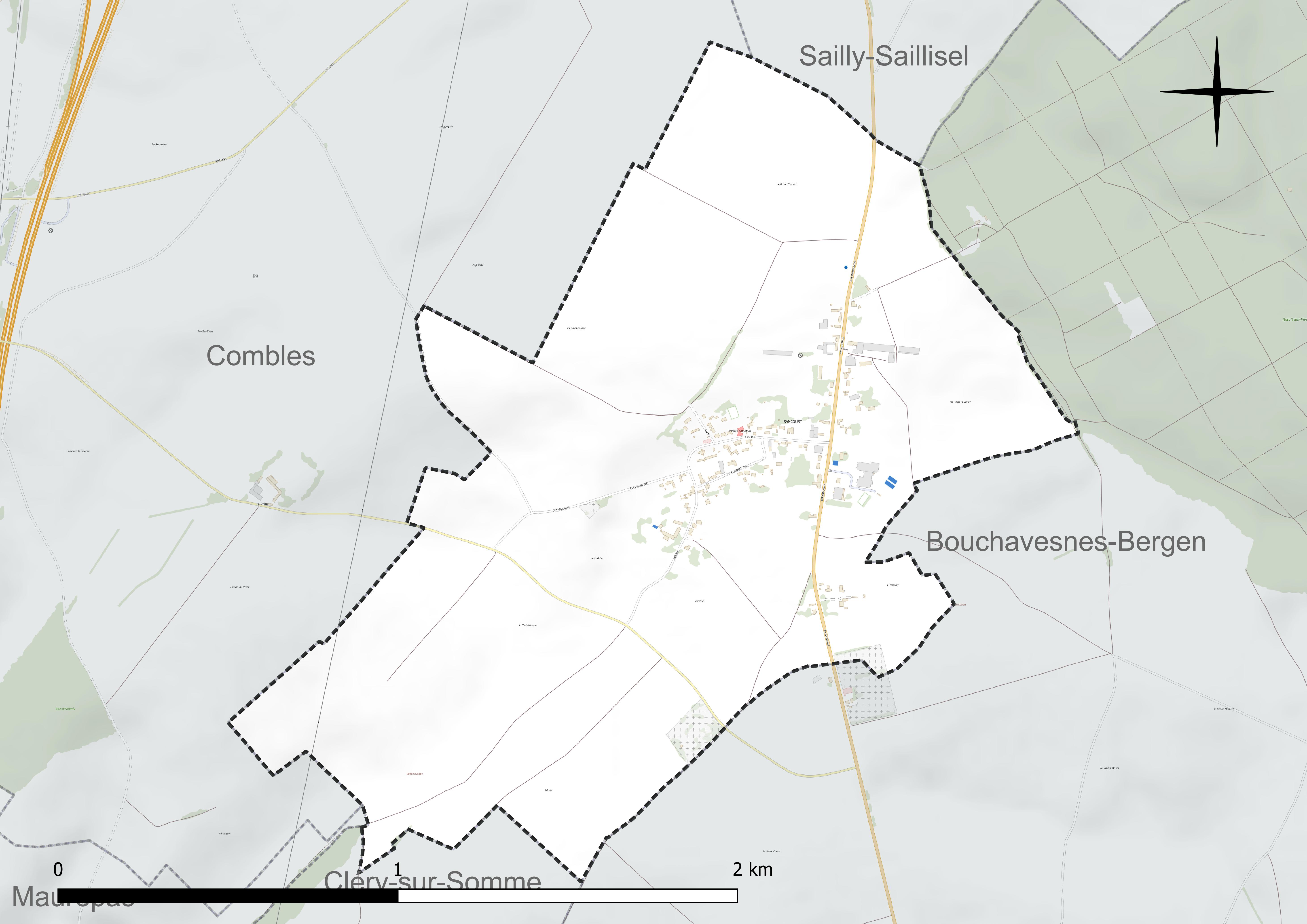
Réseau hydrographique de Rancourt.

### Climat
Pour des articles plus généraux, voir Climat des Hauts-de-France et Climat de la Somme.
En 2010, le climat de la commune est de type climat océanique dégradé des plaines du Centre et du Nord, selon une étude du CNRS s'appuyant sur une série de données couvrant la période 1971-2000. En 2020, Météo-France publie une typologie des climats de la France métropolitaine dans laquelle la commune est exposée à un climat océanique et est dans la région climatique Nord-est du bassin Parisien, caractérisée par un ensoleillement médiocre, une pluviométrie moyenne régulièrement répartie au cours de l'année et un hiver froid (3 °C).
Pour la période 1971-2000, la température annuelle moyenne est de 10 °C, avec une amplitude thermique annuelle de 14,7 °C. Le cumul annuel moyen de précipitations est de 841 mm, avec 11,8 jours de précipitations en janvier et 9,4 jours en juillet. Pour la période 1991-2020, la température moyenne annuelle observée sur la station météorologique la plus proche, située sur la commune d'Épehy à 16 km à vol d'oiseau, est de 10,6 °C et le cumul annuel moyen de précipitations est de 752,8 mm,. Pour l'avenir, les paramètres climatiques de la commune estimés pour 2050 selon différents scénarios d'émission de gaz à effet de serre sont consultables sur un site dédié publié par Météo-France en novembre 2022.

## Urbanisme

### Typologie
Au 1er janvier 2024, Rancourt est catégorisée commune rurale à habitat dispersé, selon la nouvelle grille communale de densité à sept niveaux définie par l'Insee en 2022.
Elle est située hors unité urbaine. Par ailleurs la commune fait partie de l'aire d'attraction de Péronne, dont elle est une commune de la couronne,. Cette aire, qui regroupe 52 communes, est catégorisée dans les aires de moins de 50 000 habitants,.

### Occupation des sols
L'occupation des sols de la commune, telle qu'elle ressort de la base de données européenne d'occupation biophysique des sols Corine Land Cover (CLC), est marquée par l'importance des territoires agricoles (89,3 % en 2018), en diminution par rapport à 1990 (100 %). La répartition détaillée en 2018 est la suivante : 
terres arables (89,3 %), zones urbanisées (10,7 %). L'évolution de l'occupation des sols de la commune et de ses infrastructures peut être observée sur les différentes représentations cartographiques du territoire : la carte de Cassini (XVIIIe siècle), la carte d'état-major (1820-1866) et les cartes ou photos aériennes de l'IGN pour la période actuelle (1950 à aujourd'hui).

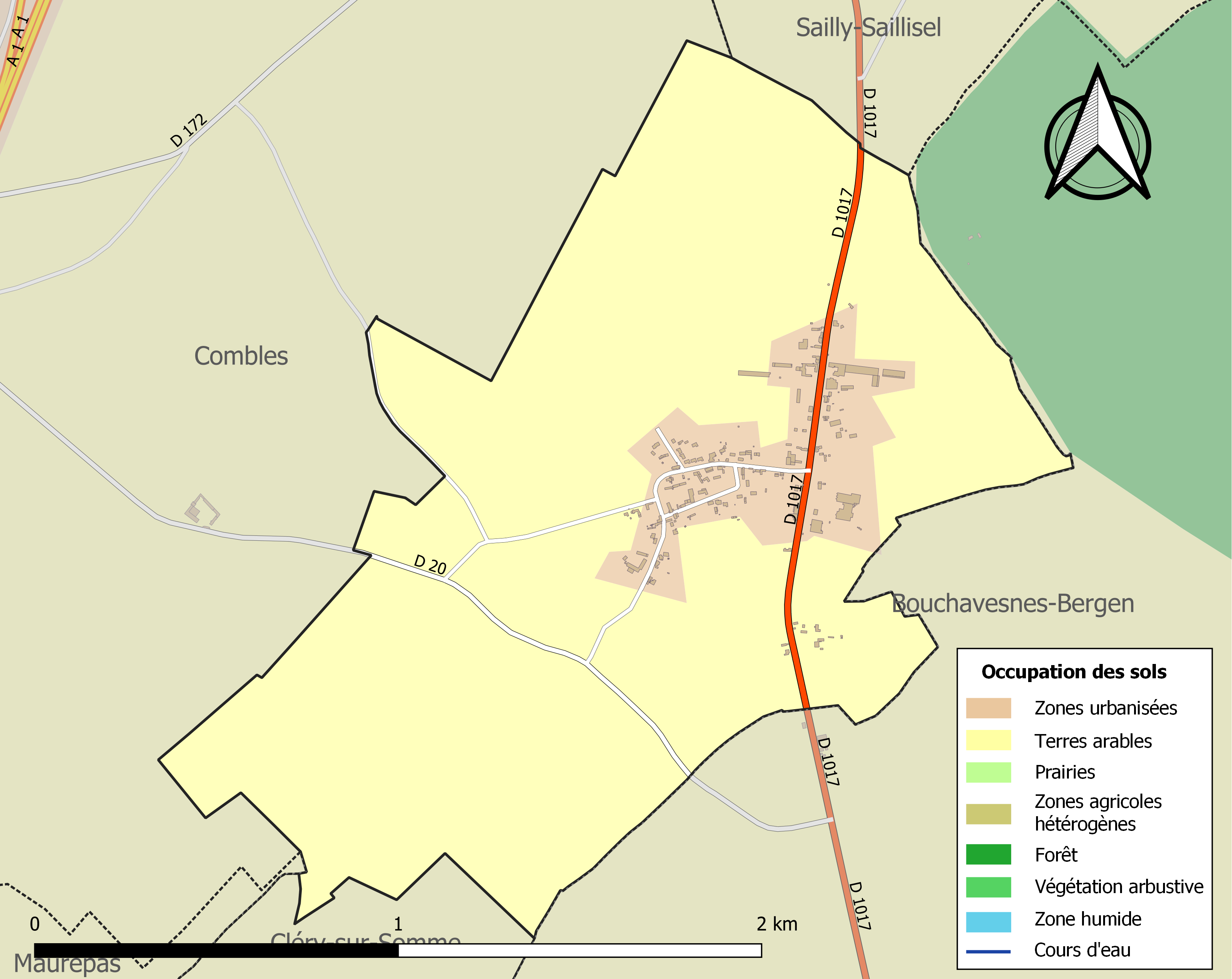
Carte des infrastructures et de l'occupation des sols de la commune en 2018 (CLC).

### Habitat
La commune possède un habitat groupé. Le village de Rancourt détruit entièrement pendant la Première Guerre mondiale a été reconstruit après 1918.

### Voies de communication et transports
Rancourt est accessible par la D 1017, ancienne N 17 , qui relie Bapaume au nord à Péronne, au sud. La RD 20 permet de rejoindre les communes de Longueval et Albert, à l'ouest.

## Toponymie
Le nom de la localité est attesté sous les formes Reancort , Roocurt en 1214, Rancourt en 1423.
Il s'agit d'une formation toponymique médiévale en -court au sens ancien de « cour de ferme, domaine rural », caractéristique du nord de la France. Le premier élément Ran- représente un anthroponyme, sans doute d'origine germanique, ce type toponymique en -court étant presque toujours composé de la sorte.
Albert Dauzat qui ne connaît pas de forme ancienne (il n'en cite aucune) assimile ce Rancourt aux autres Rancourt, en proposant pour expliquer le premier élément Ran-, le nom de personne germanique Hrodo. En revanche, Ernest Nègre qui se base sur l'analyse phonétique des formes anciennes, suggère l'emploi du nom de personne germanique Rado (cas régime Radon).
Remarque : les anthroponymes en -o / -a utilisés dans les noms en -court est généralement au cas régime.

## Histoire

### Moyen Âge
Fort peu de documents concernent l'histoire de Rancourt. Au Moyen Âge, un château existait à Rancourt ; on en voyait encore l'emplacement à la fin du XIXe siècle. On trouve le nom de Frion de La Tour comme seigneur de Rancourt.

### Première Guerre mondiale
C'est avec la Première Guerre mondiale que Rancourt joua un certain rôle dans l'histoire. Lors de la bataille de la Somme en 1916, Rancourt était un point stratégique sur la ligne de ravitaillement de l'armée allemande. 
Le 25 septembre 1916, le 32e corps d'armée français reçut mission de s'en emparer ; ce qu'il fit, au prix de lourdes pertes humaines pour la 40e division d'infanterie française.

### Entre-deux-guerres
Dans l'entre-deux-guerres, grâce à l'action militante de Mathilde du Bos (née Johnston), une chapelle et un cimetière militaire français attenant furent construits. Un comité des veuves, mères et sœurs d'officiers, sous-officiers et soldats du 94e R.I. fut créé. Ce comité décida d'ériger un monument commémoratif à la mémoire des soldats français morts lors de l'attaque de Rancourt.
Pour honorer la mémoire des soldats morts sans sépulture, le comité proposa de financer la reconstruction de l'église du village totalement détruit grâce à une souscription publique aux États-Unis.
En 1919, après le décès de Mathilde du Bos, ce fut la maréchale Foch qui présida le comité. C'est elle qui inaugura le monument, le 22 octobre 1923.

## Politique et administration

### Liste des maires

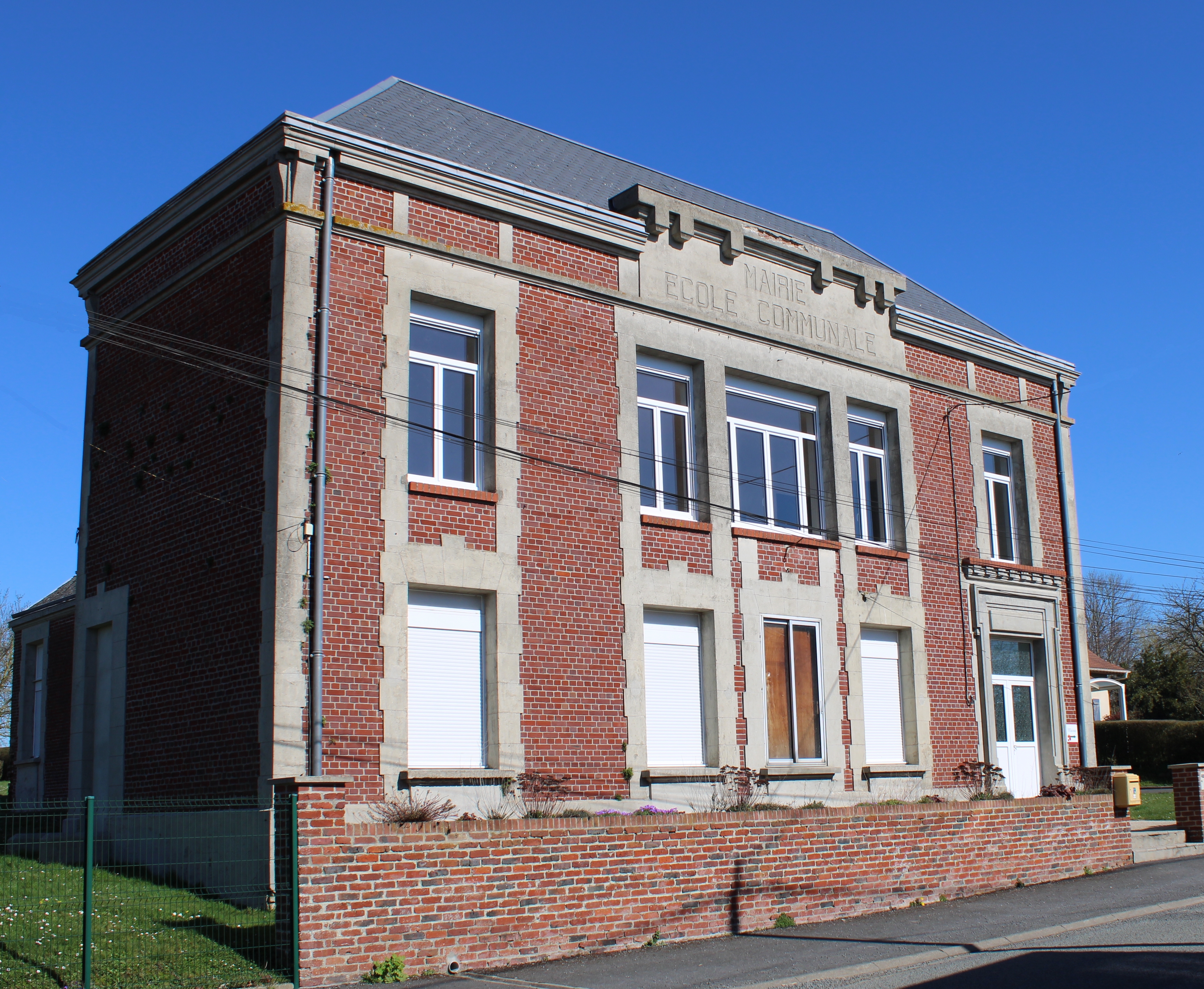
La mairie.

| Période                                  | Période                   | Identité             | Étiquette | Qualité |
| ---------------------------------------- | ------------------------- | -------------------- | --------- | ------- |
| Les données manquantes sont à compléter. |                           |                      |           |         |
| mars 2001                                | 2014                      | M. Dominique Bouchon |           |         |
| 2014                                     | mai 2020                  | Céline Guerville     |           |         |
| mai 2020                                 | En cours (au 31 mai 2020) | Jean-Louis Cornaille |           |         |

## Population et société

### Démographie

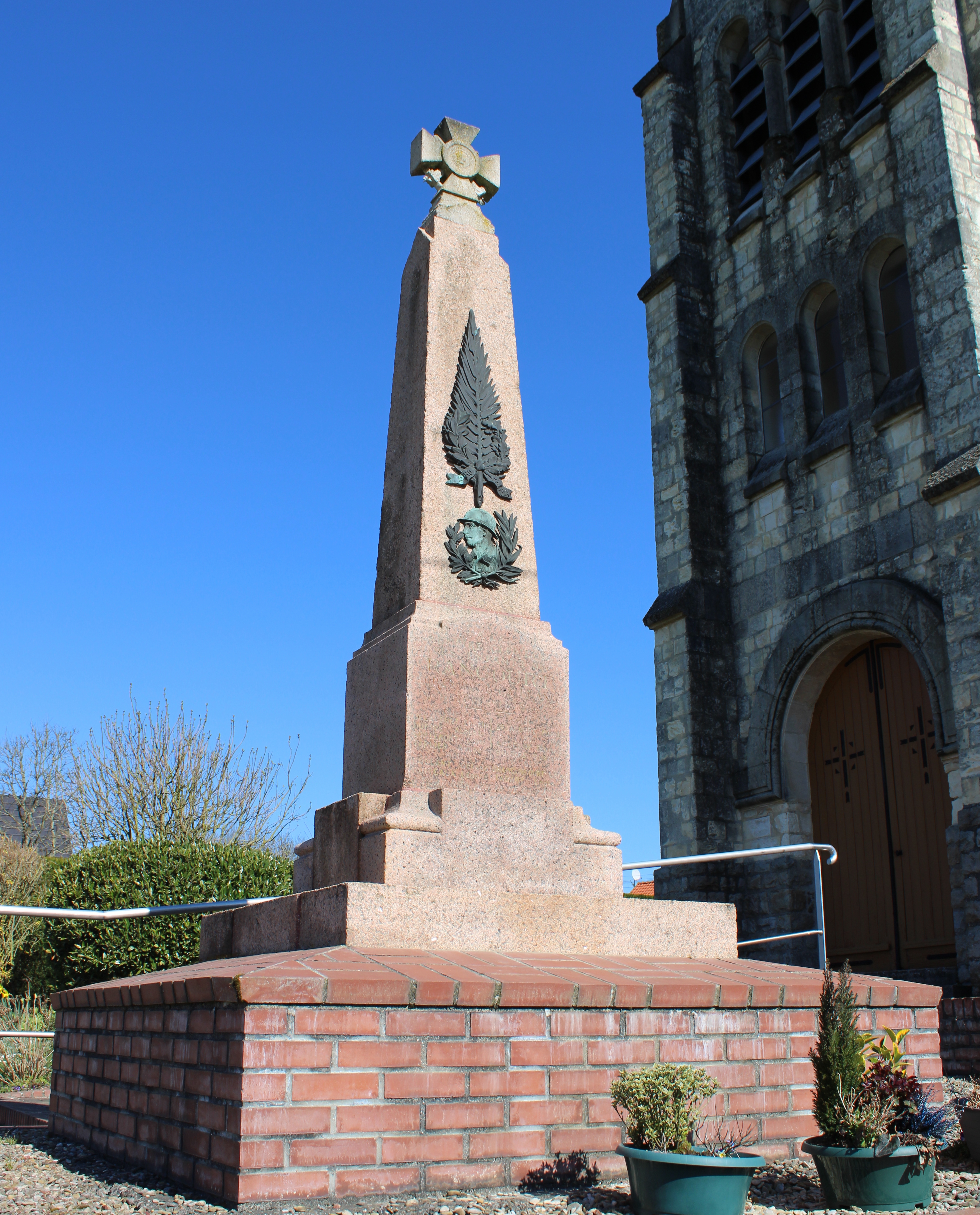
Le monument aux morts.

L'évolution du nombre d'habitants est connue à travers les recensements de la population effectués dans la commune depuis 1793. Pour les communes de moins de 10 000 habitants, une enquête de recensement portant sur toute la population est réalisée tous les cinq ans, les populations de référence des années intermédiaires étant quant à elles estimées par interpolation ou extrapolation. Pour la commune, le premier recensement exhaustif entrant dans le cadre du nouveau dispositif a été réalisé en 2007.

En 2022, la commune comptait 189 habitants, en évolution de −5,97 % par rapport à 2016 (Somme : −1,26 %, France hors Mayotte : +2,11 %).
| 1793 | 1800 | 1806 | 1821 | 1831 | 1836 | 1841 | 1846 | 1851 |
| ---- | ---- | ---- | ---- | ---- | ---- | ---- | ---- | ---- |
| 364  | 348  | 336  | 330  | 364  | 425  | 466  | 470  | 463  |

| 1856 | 1861 | 1866 | 1872 | 1876 | 1881 | 1886 | 1891 | 1896 |
| ---- | ---- | ---- | ---- | ---- | ---- | ---- | ---- | ---- |
| 414  | 402  | 387  | 390  | 388  | 360  | 341  | 306  | 309  |

| 1901 | 1906 | 1911 | 1921 | 1926 | 1931 | 1936 | 1946 | 1954 |
| ---- | ---- | ---- | ---- | ---- | ---- | ---- | ---- | ---- |
| 312  | 287  | 283  | 287  | 202  | 162  | 160  | 131  | 118  |

| 1962 | 1968 | 1975 | 1982 | 1990 | 1999 | 2006 | 2007 | 2012 |
| ---- | ---- | ---- | ---- | ---- | ---- | ---- | ---- | ---- |
| 126  | 108  | 113  | 128  | 143  | 144  | 172  | 176  | 196  |

| 2017 | 2022 | - | - | - | - | - | - | - |
| ---- | ---- | - | - | - | - | - | - | - |
| 198  | 189  | - | - | - | - | - | - | - |

### Cultes

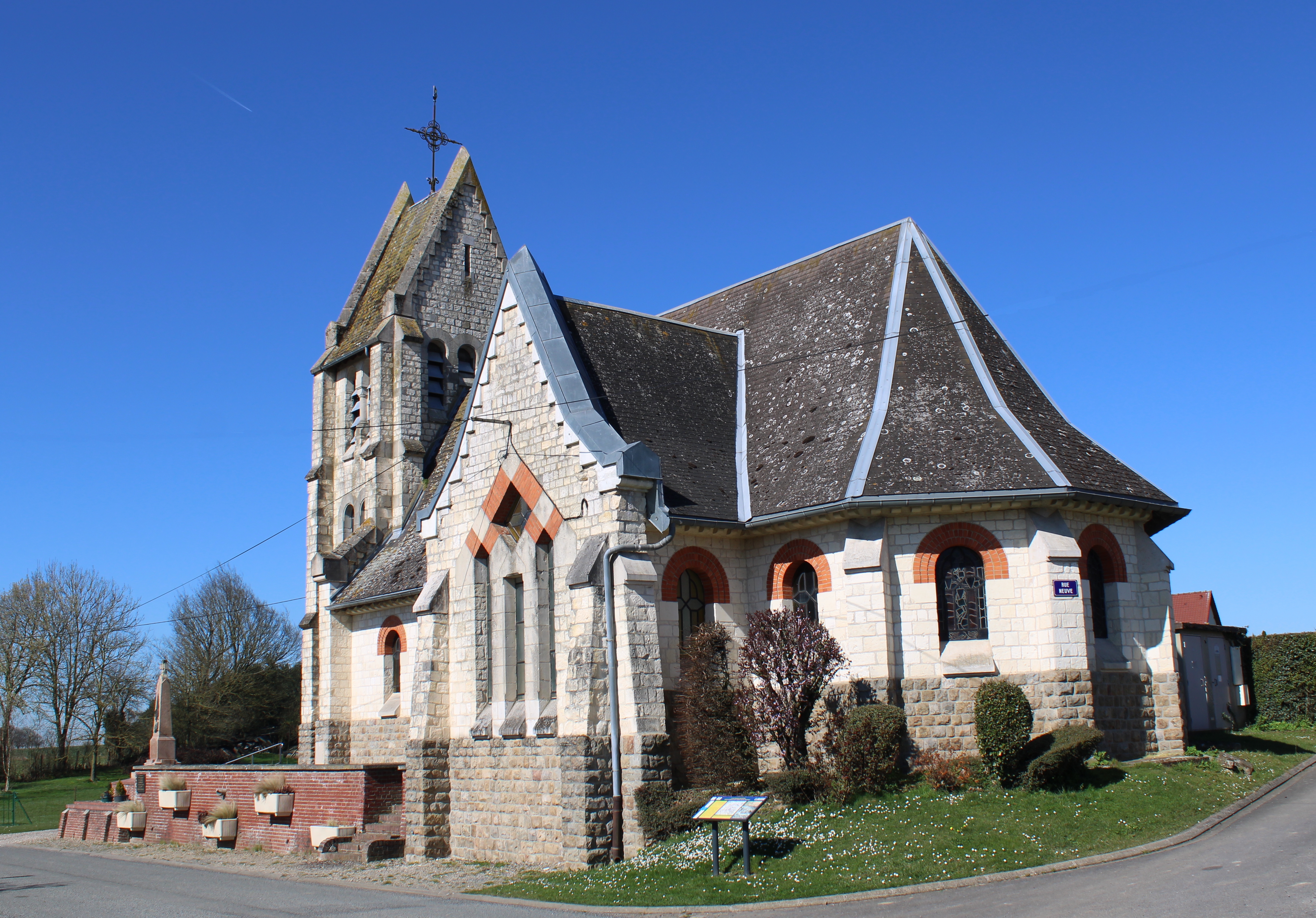
L'église Saint-Vaast.

Rancourt possède une église catholique, l'église Saint-Vaast, mais le culte n'y est plus célébré régulièrement.

## Économie

### Activités économiques et de services
L'agriculture reste l'activité dominante dans la commune. Cependant, le tourisme de mémoire s'est développé depuis la fin du XXe siècle générant une activité hôtelière.
La proximité de la ville de Péronne et la présence de cimetières militaires favorisent une certaine activité de tourisme de mémoire dans la commune.

## Culture locale et patrimoine

### Lieux et monuments

#### La chapelle du Souvenir français et la Nécropole nationale française
- Chapelle de Rancourt, construite par madame du Bos en mémoire de son fils Jean du Bos, lieutenant, au 94e R.I., tué à l'ennemi le 25 septembre 1916 à Rancourt à l'âge de 26 ans, inaugurée le 22 octobre 1923 par l'épouse du maréchal Foch[21],[22].

#### Via Francigena
- La via Francigena qui part de Canterbury (Royaume-Uni) pour rallier Rome passe dans le village[23].

## Pour approfondir